# أراديا، أو إنجيل الساحرات
أراديا، أو إنجيل الساحرات هو كتاب من تاليف كاتب الفولكلور الأمريكي تشارلز ليلاند في عام 1899. يحتوي هذا الكتاب على النص الديني لمجموعة من الساحرات الوثنيات اللاتي كانوا يعيشون في إقليم توسكانا بإيطاليا، وكما يعتقد ليلاند ان هذا النص يحمل معتقدات وشعائر الدين الخاصة بهؤلاء الساحرات، وعلى الرغم من ان كثير من المؤرخين وكتاب الفولكلور قد شككوا في وجود هذه المجموعة من الساحرات إلا أن هذا الكتاب كان له دور كبير في تطور ديانه الويكا التي تعد واحده من الديانات الوثنيه الحديثة.
هذا الكتاب يعتبر عمل مركب لإنه يحتوي على ترجمه ليلاند لمخطوط الفانجيلو (الإنجيل) الإيطالي إلى اللغة الإنجليزية، ويذكر ليلاند إن هذا المخطوط قد أعطته له سيده اشار لها باسم مادالينا، وهي أول من اخبره عن المعتقدات والأعمال السحرية الإيطالية، ولذللك سماها مخبرته الساحره، وبرغم أن ليلاند كان قد علم بوجود الفانجيلو في عام 1886 إلا أن مادالينا قد اسغرقت إحدى عشره عاما حتى تعطيه نسخه منه، وقد استغرق ليلاند عامان قبل نشر كتابه (اراديا، إنجيل الساحرات) في ترجمة الفانجيلو وتعديل باقي محتويات الكتاب، وإضافة إلى ذلك إن الجزء الآخر من الكتاب هو نتاج بحث ليلاند عن الفولكلور الإيطالي والتقاليد الإيطالية.
يتكون الكتاب من خمسة عشر فصل يعرض فيهم ليلاند المعتقدات والاصول والشعائر والأعمال السحرية التي كانت تستخدم كعادات وشعائر ديانه السحر الوثني الإيطالي، وهذه الديانة تعتبر فيها شخصيه اللإلهه اراديا هي الشخصية الرئيسية وهي التي جاءت إلى الأرض لكي تعلم الفلاحين ممارسه السحر لكي يتغلبوا ويعارضوا النظام الإقطاعي القاهر وأيضا من أجل معارضة الكنيسة الرومانية الكاثوليكية.
ظل كتاب ليلاند مغمورا حتى الخمسينات إلى أن ظهرت الكثير من النظريات والمجادلات حول «السحر الوثني» وبدأ ممارسوه ومؤيدوه بمناقشة مواضيعه بتوسع كبير، ومن ثم بدأ «اراديا» بالظهور والانتشار، وقد اختلفت ارآء الدارسون في محتويات الكتاب، فالبعض رفض تأكيد ليلاند على وجود المخطوط وشككوا في أصوله، والبعض الآخر اقتنع بصحة المخطوط ورآى إنه كتاب فريد ومؤثر في المعتقدات الشعبية، ومع زيادة اهتمام الدارسين بالكتاب أصبح له دور كبير في تاريخ الويكا الغاردنيرية وفروعها، وأيضا أسستخدم كدليل على وجود السحر الوثني في أوروبا، وهذا بسبب بداية أول فقره في الفصل الأول من الكتاب التي تبدأ بجمله من الطقوس الدينية التي تستخدم في السحر الوثني، وبعد زيادة إعجاب الناس بالكتاب وزيادة شهرته أصبح متاحا بشكل أكبر وطبعت منه نسخ عديده وزادت أعداد ناشريه بالإضافة إلى طبعه ناقده له بترجمه جديده ترجمها ماريو ودينا بازاغليني.

## الأصول
تشارلز جودفيري ليلاند هو مؤلف وكاتب فولكلور أمريكي، قضى معظم اواخر القرن التاسع عشر في مدينة فلورنسا بإيطاليا باحثا في الفولكلور الإيطالي، وكان «اراديا» واحدا من أهم إنتاجات أبحاث ليلاند، وبرغم أن اسم ليلاند هو الوحيد المرتبط ب«اراديا» إلا إن المخطوط الذي هو مصدر المعلومات الموجودة في الكتاب ينتمي إلى أبحاث سيده إيطالية، وهي التي أشار لها ليلاند وكاتبة سيرته الذاتية باسم «مادالينا»، ووفقا لكاتبة الفولكلور المعاصرة «روما ليستر» وهي أيضا صديقه لليلاند، إن اسم مادالينا الحقيقي هو «مارغريتا» وهي ساحره من فلورنسا إدَعت نسبها إلى الحضارة الإتروسكانيه ومعرفه الطقوس الدينية القديمة.